# Anas ibn Malik

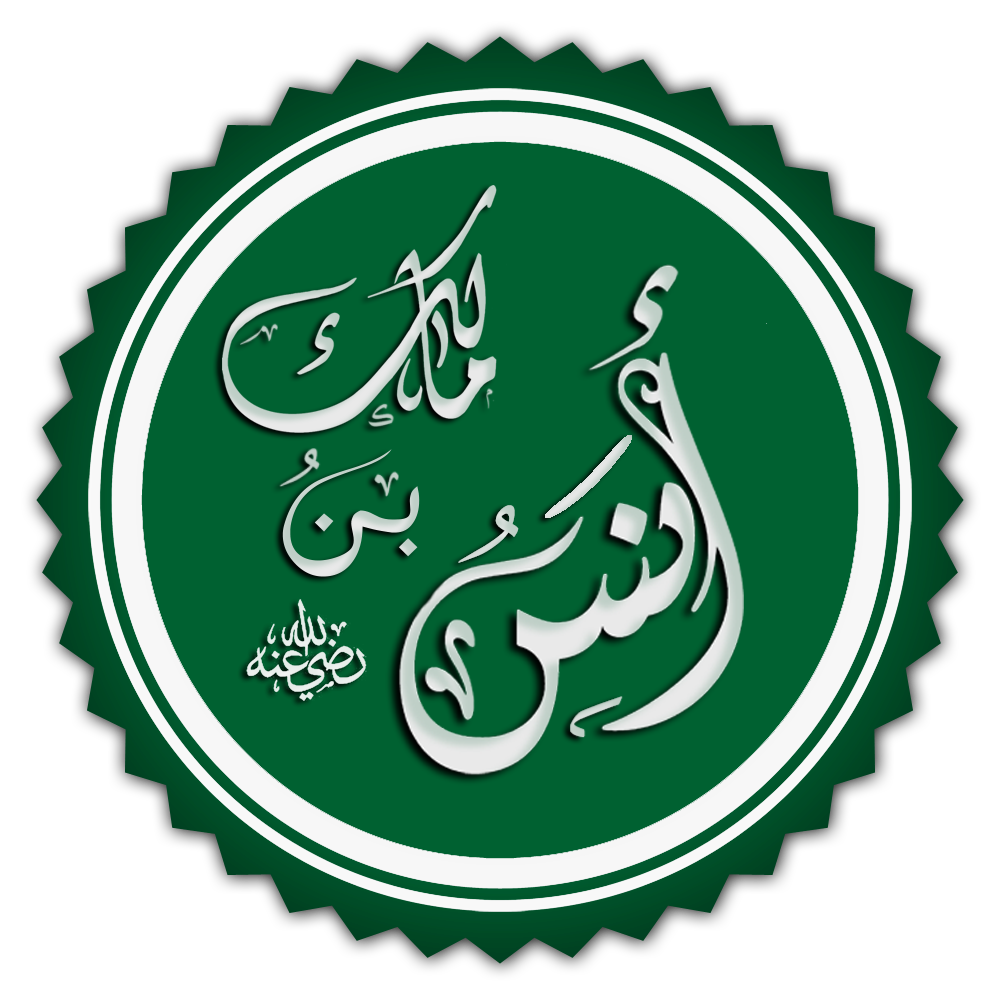
Anas ibn Malik

Anas bin Malik ibn Nadar al-Khazraji Al-Ansari, död omkring 710 (93 Hijri), var en följeslagare till profeten Muhammed och blev en av det tidiga islams mest citerade  traditionalister. Han författade 1286 hadithberättelser.
Han blev som mycket ung tjänare hos Muhammed och stannade hos honom i tio år fram till dennes död 632. Han blev 103 år (månår) gammal.